# Болгарія у складі Османської імперії
Болгарія у складі Османської імперії — період в історії Болгарії з 1396 (захоплення турками Тирново) до 1878 (Сан-Стефанський мирний договір) року, під час якого Болгарія не мала власної державності і входила до складу Османської імперії.
Османське панування, що тривало майже 5 століть, було найтяжчим періодом болгарської історії. Під час завоювання турки-османи завдали значної шкоди, спустошуючи міста і села, руйнуючи церкви тощо. Чимало болгар було знищено або поневолено, частина знаті та духовенства емігрували, частина боляр пішла на службу до завойовників. Внаслідок цього кількість болгарського населення зменшилась наполовину, а еліта перестала існувати. Водночас на спустілі території прибували турки-османи.
В усіх більших населених пунктах турецька влада розташовувала військові гарнізони, що складались з кіннотників (сіпагів) та яничар. Розбудовуючи адміністративну систему та мережу мусульманських закладів, османи скерували до Болгарії великі групи чиновників та духовних осіб. Так змінився етнічний склад населення Болгарії, особливо в містах. Болгари були позбавлені не лише державності, але й можливості організації політичного, економічного та культурного життя.

## Адміністративно-територіальний поділ болгарських земель

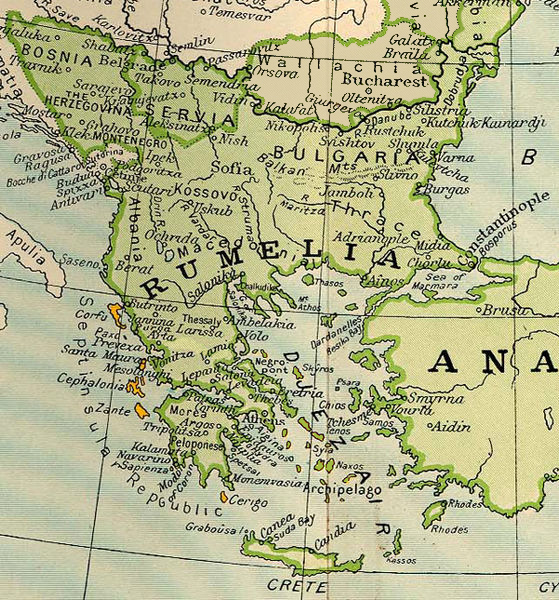
Карта Румелії

Спершу всі османські володіння на Балканах становили одну велику військово-адміністративну одиницю – Румелійський бейлербеїлік (з центром в Адріанополі, а згодом – у Софії). Він поділявся на менші утворення: санджаки, які були не лише адміністративно-територіальними, а й бойовими підрозділами султанської армії. З розширенням завоювань, від Румелійського відокремилися інші бейлербеїліки Босна, Будин, Темішвар, Очаків. 1591 року замість бейлербеїліків було утворено інші одиниці – еялети, очолювані управителями – валі. Низова ланка адміністративного поділу – нахія – об’єднувала кілька населених пунктів. У селах, де не було державної адміністрації, їхню функцію виконували власники земельних маєтків – сіпаги.
Упродовж усього османського панування Болгарія не була окремим адміністративним утворенням, її землі разом з іншими етнічними територіями були розділені між кількома санжаками: Чірмен (Адріанополь), Софія, Кюстендил, Видин, Сілістра, Никопол та ін.

## Влада
Владні функції в провінції виконували командири бойових одиниць турецької армії – бейлербеї та санджакбеї. Крім них, широкі повноваження мали також дейтердари (скарбничі), яким доручався збір податків і поповнення державної скарбниці.
Особливе місце в османській системі управління мали представник духовного стану улемів – кадії. Кадій був суддею, який одноособово, на підставі норма мусульманського права та султанських указів, ухвалював вироки. Він був незалежним від регіональної влади. Також до його компетенції належав нагляд за правильністю збору податків і використанням фінансових ресурсів, контроль за ефективністю роботи адміністративних органів. Кадійське судочинство стосувалося мусульман, а до підданих інших віровизнань застосовувалося лише тоді, коли немусульманин вчинив важкий антидержавний чи кримінальний злочин або ж у раі конфлікту між мусульманином і немусульманином. Немусульмани зверталися до представників церкви чи керівників місцевої громади. Громади очолювали лояльні до влади особи, які опиралися на раду старійшин. Особливу роль мав парафіяльний священик – його вважали офіційним представником своїх прихожан перед турецькою владою. Громада вирішувала питання землекористування, самооборони від розбійників, вона несла колективну відповідальність за злочини, вчинені на її території, та мала забезпечити розміщення представників влади, що опинилися на її території.

## Етно-релігійна ситуація
Кількість мусульман невпинно зростала і до початку ХІХ ст. мусульмани становили понад третину населення. При цьому вони переважали в містах, а в селах болгари становили більшість. Зростання кількості мусульман відбувалося як за рахунок переселення, так і за рахунок ісламізації болгар. Цьому сприяв бекташизм – різновид ісламу поширюваний дервішами, що нагадував християнство. Релігійний синкретизм породжував взаємну терпимість і навіть добровільний перехід частини християн в іслам.
Тенденції до насильного помусульманенн посилилися у другій половині XVI – на початку XVII ст. Військові невдачі послабили могутність порти і влада шукала в релігії способу консолідувати імперію. У зв’язку з цим Мурад IV (1623-1640) вирішив ісламізувати усіх підданих. Цей задум не міг бути реалізований, бо завдав би суттєвих збитків скарбниці (подушний податок до якої платили тільки немусульмани), але ця ідея суттєво погіршила становище християн. Місцеві чиновники змусили перейти в іслам значну кількість болгар, зокрема в Родопах та на північному сході.

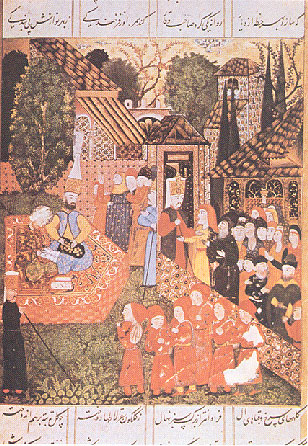
Податок кров’ю. Османська мініатюра

Перехід болгар з християнства у іслам (болгарською мовою «помохамеданчеване», звідки ішла скорочена назва «помак», тобто той, що став магометанином) означав не лише зміну релігії, але й втрату ідентичності. Щоправда частина насильно ісламізованих потайки продовжувала сповідувати християнство, зберігаючи християнські реліквії, однак за кілька поколінь вони втрачали зв’язок з християнством. Болгари-мусульмани, що проживали компактно, зберегли мову і побутові звички, але почали вважати себе членами мусульманської культурно-релігійної спільноти.
Найжорстокішим способом асиміляції поневолених болгар була повинність девшірме – або податок кров’ю., за якою частину християнських хлопчиків віком 9-12 років турецька влада назавжди забирала від батьків назавжди. Квоти набору не існувало, яничарський начальник сам її встановлював. Спершу податок кров’ю брали раз на кілька років, але у першій половині XVI ст. він став щорічним. Останній набір відбувся 1705 року. Відірваних від родин хлопців ісламізували і віддавали до війська чи палаців. Припускають, що «податок кров’ю» поглинав 10-20% чоловічого населення Болгарії.
Християнська церква намагалася підтримувати ідентичність болгар, але християни всіляко дискримінувалися. Християнам  було заборонено будувати нові храми, використовувати дзвони, публічно проводити обряди. Нові церкви будувалися лише за хабар місцевій адміністрації, аж доки XVIII ст. султан зробив такий дозвіл винятково своєю прерогативою. Але навіть з дозволу церкву можна було збудувати маленьку, однонефну. Дискримінація привела до значного браку священників: часом один міг обслуговувати 5-10 парафій. Але навіть за цих умов християнська церква зберегла болгар як окремий етнос.

## Соціальне становище
За шаріатом усі піддані султану вважалися його власністю. При цьому вони поділялися на два стани: привілейований (військова верхівка, чиновники і духовенство) та реайї (всі інші). Паралельно діяв і інший принцип, за яким усі мусульмани вважалися пенівним класом, тому згодом – реайя стали вживати тільки щодо немусульман. Мусульмани мали пільги при сплаті податків, вони мали переваги в отриманні дозволу на заняття ремеслом чи торгівлею. Немусульмани не могли носити зброю, що ставило їх у нерівні умови у конфліктах. Немусульмани не могли займати посади в державній адміністрації, не могли бути свідками у шаріатскому суді. Так болгари перетворилися на спільноту з неповною соціальною структурою.
Вершиною соціальної піраміди болгарського суспільства було духівництво. Оскільки церква мала функції управління християнським населенням, турецька влада зобов’язала паству сплачувати на користь церкви податки і виконувати повинності. Усі духовні особи мали судовий імунітет і підлягали лише церковному суду.
У відносно привілейованому становищі були невеликі групи болгар, що виконували певні обов’язки перед державою: войнуки – доглядали за султанськими табунами і конюшнями; мартолусі – селяни межових районів, що виконували роль прикордонників; дервентджії – сторожували гірські превали і небезпечні ділянки доріг, захищали подорожніх від розбійників. Цим групам надавали податкові та земельні пільги. Менш упревілейованими групами були мендзіладжії – начальники етапних станцій, доганджії – постачальники ловецької птиці та інші.
Особливий статус також мали деякі професії. Зокрема, мендаджії – видобували руду і здійснювали первинну обробку металів, платили податки безпосередньо металом; тузчії – видобували і торгували сіллю; кіраджії – візники.
Від XVI ст. господарське життя пожвавлюється і починає розвиватися купецтво. Спершу болгарські купці працюють на болгарському ринку, а потім поширюють свою діяльність на Стамбул і Малу Азію. Іншою групою були джелепи – власники великих стад та торгівці рогатою худобою, які приганяли її на продаж до великих міст імперії. Вони швидко збагачувалися і ставали власниками великих земельних господарств. Купці і джелепи відігравали провідну роль у житті громади, за ними закріплювався неофіційний титул чорбаджі. Втім їх відсоток у спільноті був невеликим.

## Економічне становище

#### Сільське господарство
Загальна економічна ситуація в Болгарії залишалася вельми тяжкою. Внаслідок Османського поневолення болгарська економіка певний час мала замкнутий, натуральний характер. Від другої половини XV господарське життя нормалізувалося. Як і раніше, основним заняттям болгар залишалося рільництво та скотарство. До попередніх культур додалися привезені з Близького Сходу абрикосові та персикові дерева, а також рис, мак, кунжут. Ефіроолійна троянда. Турецька влада сприяла розвитку вівчарства, що забезпечувало постачання мусульман м’ясом. Втім великі податки, низка агрокультура не давала болгарам повноцінно розвивати сільське господарство.
Для ведення господарства селянин мав присадибну ділянку та город, виноградник в межах населеного пункту і в радіусі одного кілометра навколо. Володіння ними було спадковим. Але розмір цієї ділянки не був достатнім для ведення господарства, тому селяни орендували наділи. В середньому один наділ був 4-5 гектарів, землеробство було двопільним. Селянин вважався довічним користувачем землі і міг втратити її лише якщо перестав обробляти. Він міг продавати свій наділ разом із зобов’язаннями щодо нього, але не міг його покинути – втікачів розшукували і повертали назад.

#### Міська економіка
Після завоювання вага болгарської спільноти у містах була низькою: частина ісламізувалася, частина еллінізувалася. Різні етнічні групи заселяли окремі квартали, але виробничий простір був спільний. Ремісничі майстерні були одночасно й крамницями і зосереджувалися в діловому кварталі – чаршії, що був і центром суспільного життя: тут оголошували офіційні розпорядження, обговорювалися новини.
У другій половині XV ст. у Болгарії з’явилися цехи – еснафи, які організовувалися за етнічною ознакою і сприймалися як ланки адміністративно-господарського апарату. Розвивалися такі ремесла як обробка заліза, міді, дерева, шкіри, вовни. За межами Болгарії славилася шерстяна тканина габа та сап’ян – виправлена теляча шкіра для взуття. Важливою була також гірничодобувна справа та виплавка металів.
Турецьке загарбання змінило маршрути торговельних шляхів, які з'єднували країни Сходу з Європою. Це завдало відчутного удару болгарським містам, так само як і всій східно-середземноморській торгівлі, яка до того ж відчутно потерпіла внаслідок Великих географічних відкриттів XV—XVI ст. Сплески торговельної активності наприкінці XVI—в першій половині XVII ст., викликані деяким піднесенням економіки, збагачували, насамперед, турків та іноземних купців. Саме іноземці, а також місцеві греки відігравали провідну роль у зовнішньоторговельних зв'язках Болгарії із Заходом. Із занепадом Османської імперії на її ринку отримують привілеї європейські купці, що гальмує економічний розвиток Болгарії, хоча торгівля розвиває її транспортну інфраструктуру.

#### Податкова система
Поземельний податок – ултізам – сплачували всі, хто обробляв землю. Цей податок поділявся на юшур – десятину з зерновиї та надіє – з городини, фруктів, льону тощо. Податок беглік сплачувався на овець та кіз, його збирали натурою, а податок на коней, свиней тощо платили грішми. Також селяни платили податок на право користуватися панською землею, який був вищим для християн і нижчим для мусульман.
Ремісники сплачували податок за право ставити клеймо. Купці платили за перевезення товару через митницю, за зважування і міряння сипучих продуктів.
Усі немусульмани платили подушний податок – гарач. Спершу його платив лише голова родини, але з кінця XVII його мусив платити кожен дорослий чоловік незалежно від суспільного прошарку.
Ангарія – відробіткова повинність, яку користувачі землі мали віддати землевласнику, та окремо – державі (будівництво доріг, мостів, фортець, палаців тощо).
Окрім перерахованих фіксованих податків, були й надзвичайні податки, кількість яких постійно зростала. Позбавляючи виробника значної частини його праці, податкова система гальмувала розвиток економіки.

## Боротьба проти поневолення

#### Стихійний опір. Гайдуцтво
Протест проти поневолення виявлявся як в пасивних формах (приховуванні реальних доходів чи неякісному виконанні повинностей), так і активних (бунтах). Найпоширенішою формою активного опору було гайдуцтво, що виникло відразу після окупації. Гайдуки об’єднувалися у невеликі загони (10-15 осіб) і йшли в гори чи ліси, щоб звідти чинити несподівані напади. Загони діяли лише літньої пори, а взимку гайдуки переховувалися у рідні або виршуали до Волощини та Молдавії. Гайдуцький рух був стихійним і політичних цілей не мав. Гайдуки у будь-який спосіб (грабунок, підпал, убивство) мстилися османам. Дошкульність гайдуцьких нападів змушувала турецьку владу створювати нові гарнізони та переслідувати не лише повстанців, але й тих, хто їм допомагав. У часи антиосманських повстань інших балканських народів та війнами гайдуцький рух набирав масштабних розмірів. одне з перших болгарських відомостей про гайдуків свідчить, що у 1454 р. «Цар Мехмед полонив в Софії болгарського воєводу Радича». У турецьких джерела є згадки про гайдуцьких воєвод Радіча та Лалуша (район Софії XV- XVI), Чавдара (Середня Гора, кінець XVII), Страхіла (Пиринський масив, кін. XVII). Гайдуцький рух яскраво відображений у болгарському фольклорі.

#### Битва під Варною

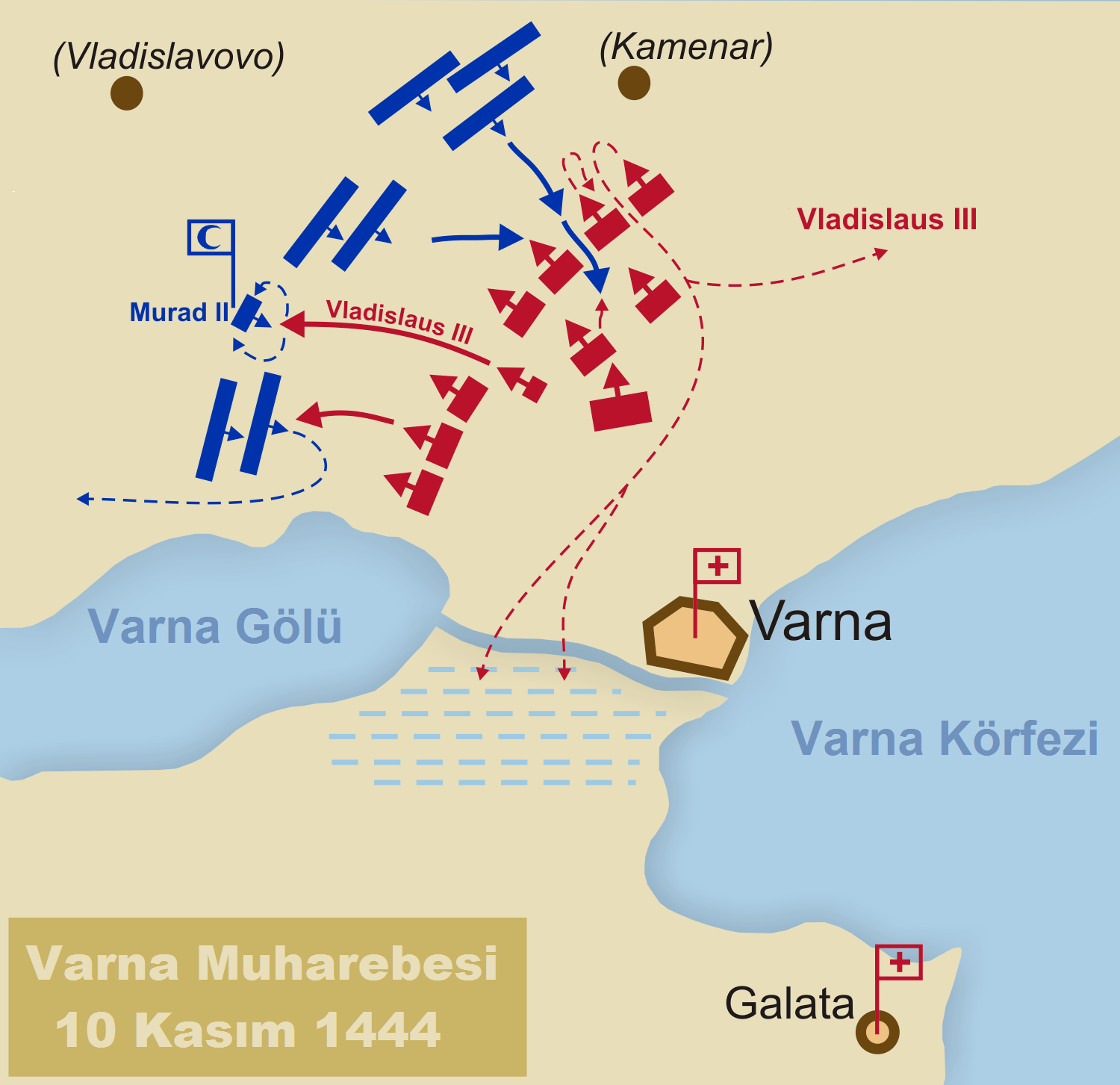
Битва під Варною

Визвольна боротьба болгар також пов’язана із антитурецькими походами об’єднаних сил середньоєвропейських держав. 1443 р. 40-тисячна армія хрестоносців на чолі з королем Польщі і Угорщини Владиславом ІІІ та трансільванським воєводою Яношем Гуньяді перейшла дунай біля м. Ниш і завдала туркам поразки. У поході хрестоносці зайняли Софію і рушили на Адріанополь, але не змогли подолати гірський перевал Траянові ворота і повернулися назад.
У 1444 Владислав ІІІ і Янош Гуняді організували новий похід, у якому взяло участь 20 тисяч вояків, серед яких було багато болгарських добровольців. Також у цьому поході брали участь і українці. Поблизу Варни 10 листопада 1444 року відбулася битва, яку виграли турки, що більш ніж у двічі переважали противника. Ця перемога дала змогу туркам утвердитися на Балканах і чинити тиск на Центральну Європу.

#### Тирновське повстання 1598
1593 року виникла антиосманська коаліція, ядро якої становили Австрія, Іспанія і Папська держава. Розпочаті 1594 року Австрією військові дії тривали десятиліття. До коаліції приєдналися і турецькі васали – трансільванський князь Жигмунд (Сигізмунд) Баторій, волоський і молдавський господарі Михайл Вітезул та Арон Воєвода. Восени 1594 року волоське військо разом із 4 тисячами добровольців зайняло низку міст на півночі Болгарії. Під впливом цього у Болгарії виникла антитурецька змова на чолі з тирновським митрополитом Діонісієм Ралі, нікопольським городянином Тодором Баліною і дубровицьким купцем Павлом Джорджичем. До неї також були причетні чотири православні єпископи: Спиридон Преславський, Ієремія Червенський, Теофан Ловчанський і Мефодій.

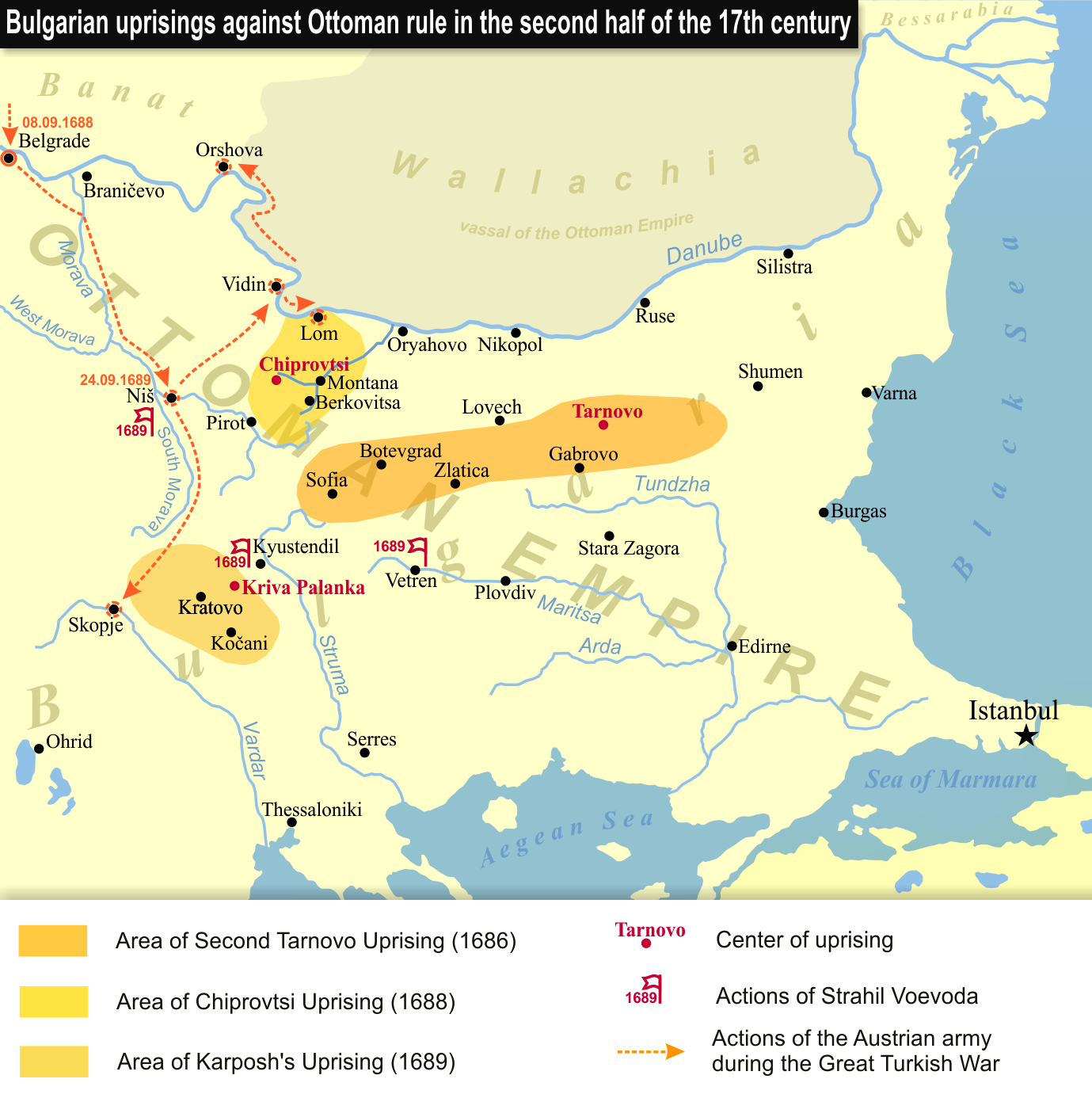
Болгарські повстання у другій половині ХVІІ ст.

Змовники сподівалися на Австрійську допомогу, але не отримали її. Проте 1598 року в Тирново спалахнуло повстання, яке охопило і інші міста на півночі Болгарії. Стимулом був другий похід волоського господаря на болгарію.Повстанці проголосили царем Болгарії Шишмана ІІІ – невідому особу, яка видавала себе за нащадка династії Шишманів. Втім, турки відтіснили волоські війська за Дунай і розправилися з повстанцями. Рятуючись від репресій понад 50 тисяч болгарських родин переселилося до Волощини.

#### Поширення католицизму і визвольний рух в середині XVII ст.

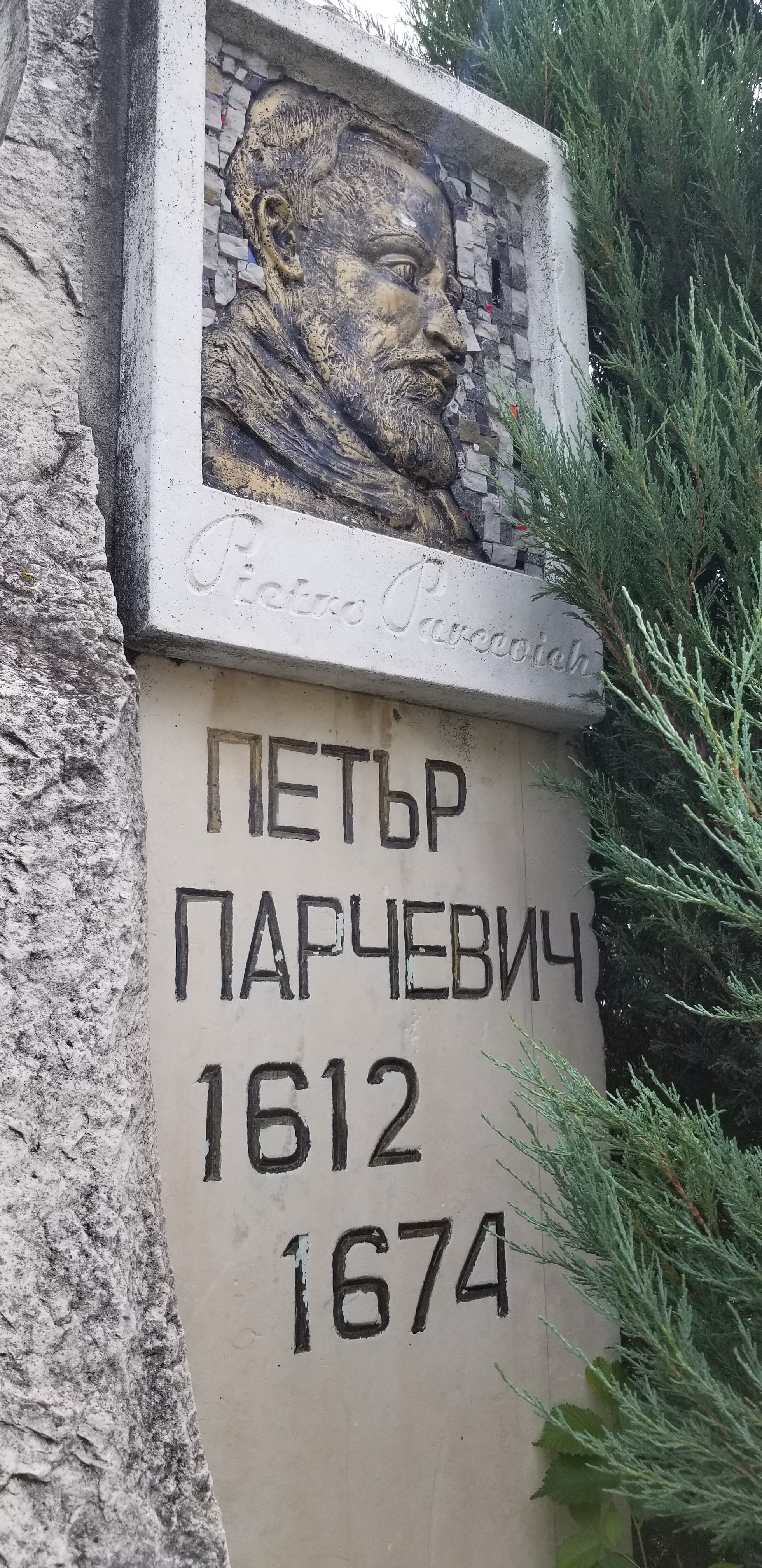
Пам’ятник Петиру Парчевічу у м. Раковскі

Після поразки Тирновського повстання визвольний рух не згас і став більш прив’язаним до дій Австрії. Габсбурги 1616 р. домоглися від Порти для католиків права на вільне віровизнання, завдяки чому папські місіонери змогли розгорнути в Болгарії свою діяльність. Внаслідок цього громади католиків зросли у районах Софії, Пловдіва, Нікополя, Свіштова, Тирново, Провадії. 1601 року було засновано Софійську єпархію з центром у містечку Чипровці, а 1644 її перетворено на архієпархію. При католицьких храмах діяли школи і шпиталі, вихованці шкіл часто продовжували своє навчання в Італії, повертаючись в Болгарію священниками і вчителями. Деякі лишалися на Заході, але намагалися використати свої зв’язки для визволення Болгарії. Такою була діяльність Петира Парчевіча (1612-1674), який закінчив південно-слов’янський колегіум у Лоретто і здобув докторський ступінь з теології у Римі, а 1656 року був висвячений на єпископа. Був активним учасником антитурецької змови, здійснював дипломатичні місії до Варшави з метою переконати польського короля надати допомогу. 1657 року за ініціативи австрійського імператора Фердинанда ІІІ вирушив з аналогічною місією до Богдана Хмельницького, але на той час гетьман тяжко захворів і помер, тож аудієнція не відбулася. Під час польсько-турецької війни 1673-1674 рр. Парчевіч виконував дипломатичні доручення у Відні, Варшаві, Венеції, Флоренції. Не маючи змоги повернутися до Болгарії, помер у Римі.

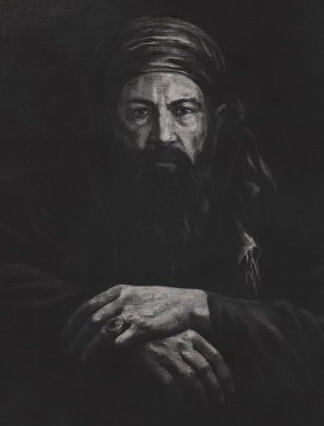
Портрет Ростислава Стратіміровіча

#### Друге Тирновське повстання
Після поразки турків під Віднем 1683 року та приєднання 1686 року до антитурецької коаліції Московської держави, у Болгарії активізувалися повстанські настрої. 1685 року у Тирново почалася підготовка нового виступу. Ростислав Стратіміровіч, що видавав себе за нащадка болгарського царського роду, за дорученням змовників вирушив по допомогу до Москви, де обіцяли підтримку. Однак 1686 року через раду турки викрили змову і повтсання вибухнуло передчасно. Стратіміровіч оборонявся у тирновській фортеці, але був змушений відступити в гори, де їхні лави поповнилися 4 тисячами осіб. Відбулося кілька сутичнок із турецькими військами, у яких повстанці були розгромлені, а поранений Стратіміровіч знайшов притулок у Рильському монастирі, де переховувався кілька років, апотім таємно виїхав до Московії.

#### Чипровецьке повстання (1688)
Успіхи австрійців у війні проти турків стимулювали нове повстання. У північно-західних районах Болгарії виникло декілька загонів під командою Г.Пеячевіча, Б.Марінова, братів Станіславовив, які діяли і самостійно, і спільно з австрійськими військами. Захоплення австрійцями 1688 року Белграда і наступ у напрямку Видина та Софії мобілізувало болгар-католиків. Центром повстання стало містечко Чіпровці, де було створено 8 повстанських загонів, які у гірській місцевості Жеравіца спорудили укріплений табір. Але турки разом з угорським магнатом Імре Текеєм розгромили повстанців, які відступили до Чіпровців. Незважаючи на героїчну оборону, містечко було захоплене і спалене, загинуло понад тисячу осіб, серед них жінки і діти. Рятуючись від репресій, кілька тисяч болгар-католиків пеерселились до Банату і католицька церква у Болгарії сильно занепала.

#### Збройні виступи болгар кінця XVII – першої третини XVIII
1689 австрійці здобули місто-фортецю Ниш і це спровокувало Карпошове повстання у південно-західній частині Болгарії, на теренах Македонії, та на півдні та північному сході Болгарії.
Також війна Австрії та Росії проти Туреччини 1735-1739 років спричинила повстання, що охопило від Берковіци на північному заході до Кюстенділа і на південний захід. Одним з керівників повстання був софійсько-самоковський владика Симеон, якого турки захопили і піддали тортурам, змушуючи прийняти іслам, а коли він відмовився – повісили.
Ці та інші повстання не мали належної зовнішньої підтримки, хоч і були вигідні західним державам. Повстанцям бракувало зброї і ресурсів. Відчутним був також загальнонаціональних лідерів. Невдачі повстань призвели до розчарування болгар у австрійській допомозі.